# 9341 Gracekelly
9341 Gracekelly (1991 PH2) là một tiểu hành tinh vành đai chính được phát hiện ngày 2 tháng 8 năm 1991 bởi E. W. Elst ở Đài thiên văn Nam Âu.